# Катастрофа Boeing 707 в Гуарульюсе
Катастрофа Boeing 707 в Гуарульюсе — авиационная катастрофа, произошедшая 21 марта 1989 года. Авиалайнер Boeing 707-349C авиакомпании Transbrasil выполнял плановый грузовой рейс TBA801 по маршруту Манаус—Сан-Паулу, когда во время захода на посадку из-за ошибок экипажа перешёл в сваливание и рухнул на жилой район. Все находившиеся на борту 3 человека погибли, также погибло 22 человека на земле и пострадало по меньшей мере 200 человек.

## Самолёт
Boeing 707-349C (регистрационный номер PT-TCS, серийный 19354) был выпущен в 1966 году (первый полёт совершил 9 июня под тестовым б/н F-WWIQ). 21 июня того же года был передан авиакомпании Flying Tiger Line. 1 апреля 1969 года был передан авиакомпании Aer Lingus, откуда сдавался в лизинг множеству авиакомпаний. 25 января 1987 года был передан авиакомпании Transbrasil. Был оснащён двумя турбовентиляторными двигателями Pratt & Whitney JT3D-3B.
В 1970 снялся в фильме «Аэропорт».

## Хронология событий
Рейс 801 выполнял рейс из Манауса в Гуарульюс (аэропорт округа Сан-Паулу). Во время захода на посадку на ВПП № 09R экипажу сообщили, что взлётно-посадочная полоса закрыта на 6 минут для её ремонта. Пилоты прервали заход на посадку. Во время полёта в зоне ожидания второй пилот случайно активировал аэродинамический тормоз, что привело к резкому падению воздушной скорости и к сваливанию, перешедшему в штопор. Потерявший управление лайнер рухнул на жилой район в 2 километрах от торца взлётно-посадочной полосы. Более 15 000 литров авиатоплива воспламенилось. Погибли все находившиеся на борту 3 пилота, также погибли 22 человека на земле и пострадало более 200.

## Расследование
Расследованием катастрофы занимался CENIPA. Главной причиной катастрофы была названа ошибка пилота, случайно выпустившего аэродинамический тормоз, резко снизив воздушную скорость, что привело к сваливанию.